# Verchneural'skij rajon
Il Verchneural'skij rajon (in russo Верхнеуральский район?) è un rajon dell'oblast' di Čeljabinsk, nella Siberia occidentale; il capoluogo è Verchneural'sk.